# Hendrik van Bergen

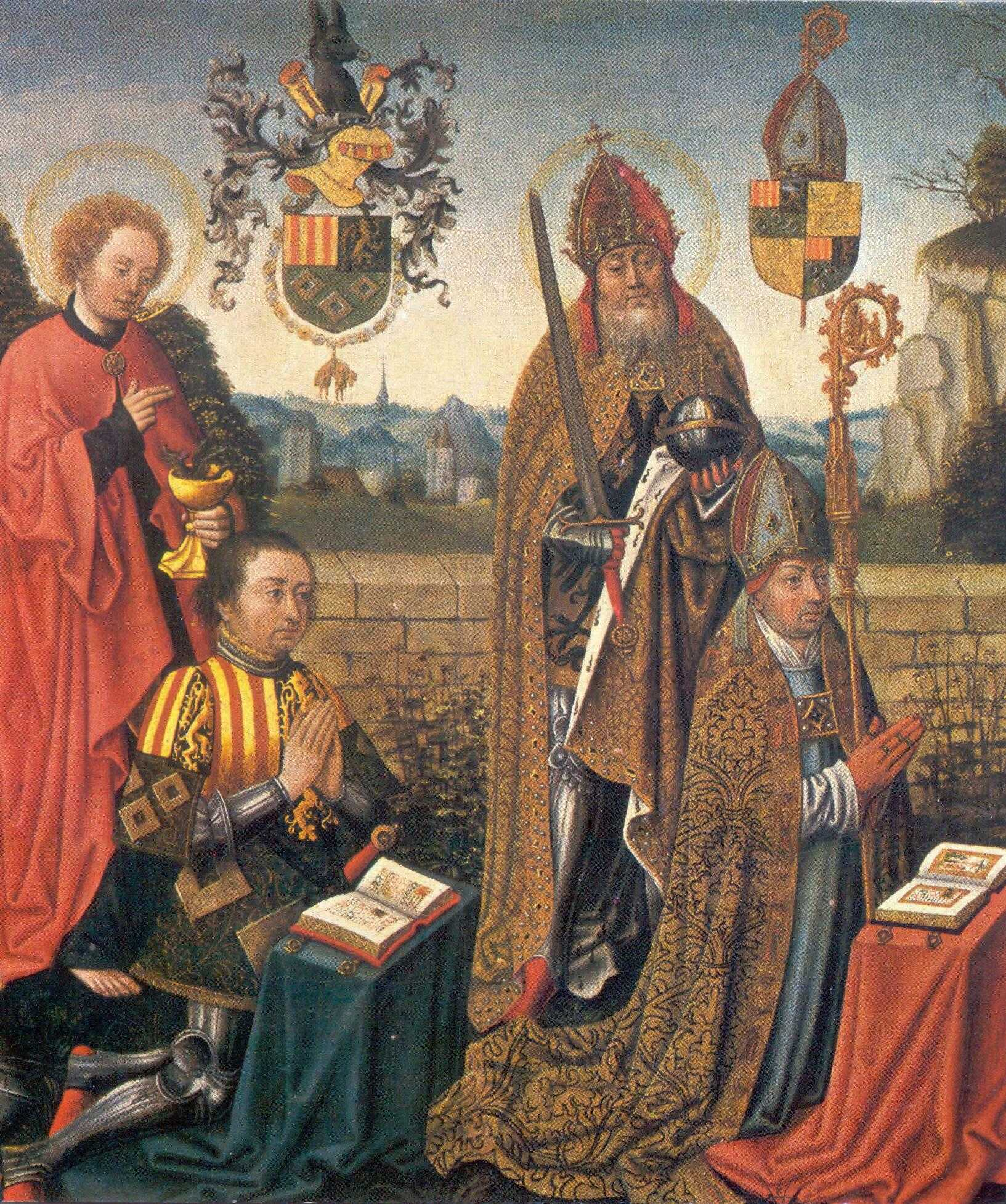
Hendrik van Bergen (rechts) en zijn broer Jan III van Glymes omstreeks 1480

Hendrik van Bergen (Frans: Henri de Bergues) (Bergen op Zoom?, 20 juli 1449 - Kamerijkskasteel, 7 oktober 1502) was een Nederlandse geestelijke. Hij was een zoon van Jan II van Glymes metten Lippen, heer van Bergen op Zoom en broer van Jan III van Glymes.
Van Bergen werd in 1473 kanunnik te Luik, in 1479 coadjutor en van 1480 tot aan zijn dood bisschop van Kamerijk. Als bisschop deed hij pogingen om de kerk in zijn bisdom te hervormen en misbruiken uit te bannen, maar stootte op verzet van zijn eigen clerus. Tijdens diocesane synoden haalde Hendrik uit tegen priesters die niet resideerden in hun parochie en onbekwame "deservitors" in hun plaats er de sacramenten lieten toedienen, die hebzuchtig inkomsten uit beneficies vergaarden en onfatsoenlijke kledij en kapsels droegen. Hij dreigde met gevangenisstraffen voor overtreders maar kwam met zijn kritiek in conflict met het kapittel van de kathedraal van Kamerijk. Uiteindelijk kon hij zijn hervormingen niet doordrukken.
In 1493 werd hij kanselier van de Orde van het Gulden Vlies en eerste raadsheer van Philips de Schone wiens huwelijk met Johanna van Castilië hij in 1496 te Lier inzegende. In 1493 stelde hij Erasmus aan tot zijn secretaris en verleende hem later een stipendium zodat hij in 1495 theologie kon gaan studeren aan de Universiteit van Parijs.
- Digitale Bibliotheek voor de Nederlandse Letteren: hend173
- Gemeinsame Normdatei: 129031674
- International Standard Name Identifier: 0000 0000 1555 0102
- Nederlandse Thesaurus van Auteursnamen: 310748038
- Virtual International Authority File: 10913982
- WorldCat: E39PBJrgMR7VdVQ7M78jWqxJjC